# Двойной червонец Петра I (1714)
Двойной червонец Петра I — золотая монета без обозначения номинала, весившая, как два червонца. Чеканилась на Красном монетном дворе в 1714 году.

## История
Двойной червонец имел двойной вес по сравнению с обычным червонцем. В 1714 году он чеканился в Москве на Красном монетном дворе. Его вес соответствовал двойному червонцу 1701 года, но проба золота была более высокая — 980-я. Диаметр монеты также увеличился. В отличие от 1701 года, двойной червонец чеканился иным штемпелем, чем чеканившийся одновременно с ним обычный червонец, поэтому он имеет некоторые отличия в оформлении.

## Описание
Диаметр — 27 мм; вес — 6,94 г (из них 6,80 г чистого золота); металл — золото 980-й пробы; гурт — гладкий.

### Аверс
На аверсе монеты изображён погрудный профильный портрет Петра I, развёрнутый вправо. Голова царя увенчана лавровым венком, он облачён в плащ с пряжкой на правом плече. По кругу монеты надпись «ЦАРЬ ПЕТР АЛЕКСЕЕВИЧ», разорванная на две части портретом. По краю монеты — выпуклый штриховой ободок.

### Реверс
На реверсе монеты изображён герб России начала XVIII века — двуглавый орёл с тремя коронами. В правой лапе орла — скипетр, в левой — держава. На груди орла — щит с гербом Москвы. По кругу монеты надпись (начиная сверху) — «ВСЕ РОСІСКИ • САМОДЕРЖЕЦЪ • 1714». По краю монеты — выпуклый штриховой ободок.